# Quantas pedras forem colocadas tantas arrancaremos

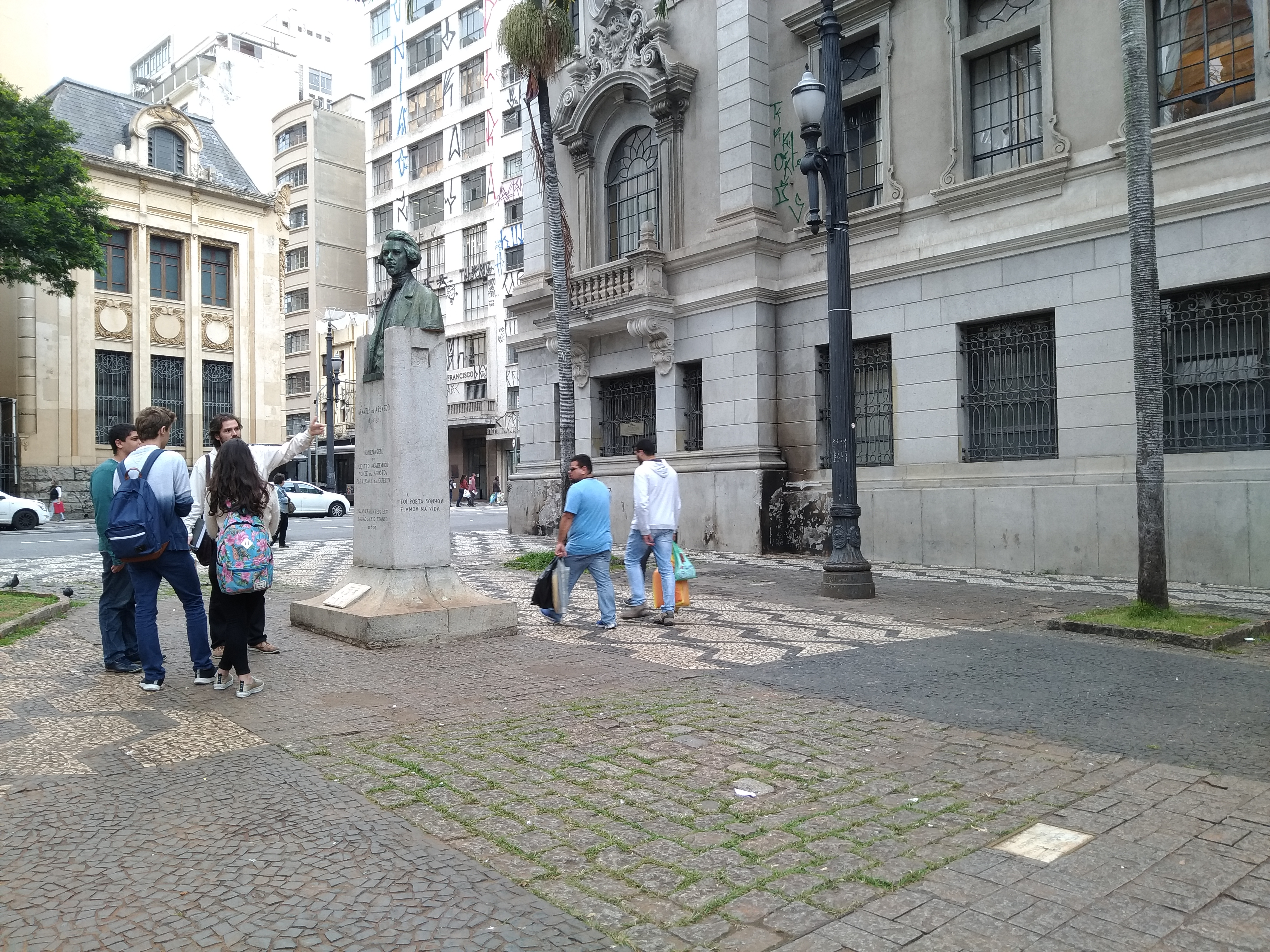
Largo São Francisco, com a placa de mármore de 1973, no canto direito.

Quantas pedras forem colocadas tantas arrancaremos é uma placa de mármore localizada no Largo São Francisco, em frente à Faculdade de Direito da Universidade de São Paulo. A peça integra o conjunto de obras do patrimônio histórico e cultural de São Paulo, listado como um monumento da cidade. Foi inaugurada em 1973 -- na própria placa, consta a data "30-X-1973" --, com criação atribuída a José Renato Teixeira de Campos Carvalho. As medidas da placa são: 0,38m x 0,24m.
A placa marca a oposição da transferência da Faculdade de Direito para a Cidade Universitária da Universidade de São Paulo, no contexto da ditadura militar no Brasil. Os estudantes da faculdade retiraram a pedra fundamental do edifício no novo campus para o qual a faculdade seria transferida e a usaram para realizar a placa, instalada em frente ao prédio histórico da faculdade, e a transferência foi cancelada.
A resistência dos estudantes, com o furto da pedra fundamental, foi chamado de "um dos símbolos mais fortes de apropriação e demarcação de território cultural na sua relação com a cidade".